# Фаліски

Фаліски між латинами, етрусками й умбрами

Фаліски (лат. Falisci) — стародавній італійський народ, який жив на півночі Лацію. Говорили на мові, близькій до латині, однак з культури стародавні письменники зближували фалісків із пеласгами (Діонісій Галікарнаський) й етрусками (Страбон), що пояснюється їх дуже раннім входженням в орбіту етруського впливу. Центром фалісків було місто Фалерії.

## Історія
Згідно з даними археології спочатку культура фалісків була близька до вілановської, в пізніх шарах є сліди торгової взаємодії з фінікійцями та греками. В історичний час стали південною периферією Етрурії.
У 241 до н. е. фаліски повстали проти римлян. Проти них вели війну консули Авл Манлій Торкват Аттік та Квінт Лутацій Церкон. Повстання було придушене усього за шість днів; 15 тисяч фалісків загинули, половина землі, яка належала їхній громаді відійшла Риму. Павло Оросій відносить цю війну до 238 році до н. е., приписуючи придушення повстання тодішнім консулам — Тиберію Семпронію Гракху і Публію Валерію Фальтону, але це, мабуть, помилка.

## Писемність
У 1860 єзуїт Гарруччі відкрив в зоні поширення фалісків цілий ряд написів на мові, родинній латині. Алфавіт використовувався латинський, однак слова були написані справа наліво.